# Timia gussakovskyi
Timia gussakovskyi är en tvåvingeart som beskrevs av Gorodkov och Zaitzev 1986. Timia gussakovskyi ingår i släktet Timia och familjen fläckflugor.
Artens utbredningsområde är Uzbekistan. Inga underarter finns listade i Catalogue of Life.